# 天壘城八
天壘城八（寶瓶座9，9 Aqr）是位於寶瓶座，光譜G8III的黃色巨星，視星等 6.55。寶瓶座9是佛氏命名法賦予的名稱。